# El Marqués de Salamanca (película)
El marqués de Salamanca es una película española de 1948 dirigida por Edgar Neville, que recibió el encargo de la Comisión Organizadora del I Centenario del Ferrocarril.

## Sinopsis
Retrato biográfico parcial de José de Salamanca y Mayol (1811-1883), mediante la recreación costumbrista de un Madrid castizo y popular, mostrado en sus salones, despachos y ministerios, en torno a la inauguración de la línea de ferrocarril entre Madrid y Aranjuez. Esta historia narra la vida del Marqués de Salamanca, conocido principalmente por haber construido el Barrio de Salamanca de Madrid, desde que llegó a Madrid para hacer fortuna hasta que terminó sus días arruinado después de haber sido multimillonario. En la Bolsa ganó mucho dinero, pero de forma inmoral. En primer lugar hizo circular un rumor sobre un inminente golpe de Estado. Aprovechó el pánico para comprar una gran cantidad de acciones a precios ridículos, pero al ver las tragedias que había causado perdonó todas las deudas.

## Reparto
- Alfredo Mayo como José de Salamanca
- Conchita Montes como María Buschenthal
- Enrique Guitart como General Narváez
- Carlota Bilbao como Isabel II
- María Cañete como María Cristina
- Jacinto San Emeterio como Alfonso XII
- Manuel Arbó como Manuel Pat Clark
- Guillermo Marín como Buschenthal
- Lupe Sino como Pura
- Casimiro Hurtado como Jefe de Grupo
- Benito Cobeña	como Revolucionario
- Agustín Laguilhoat como Fernando Nogueras
- Esteban de Calderón
- Alfonso Horna
- Manuel Kayser
- Pedro Miranda

## Rodaje y localización
La película se rodó en diversos lugares: Madrid, Aranjuez, Santander, Badajoz...